# Rudraksha

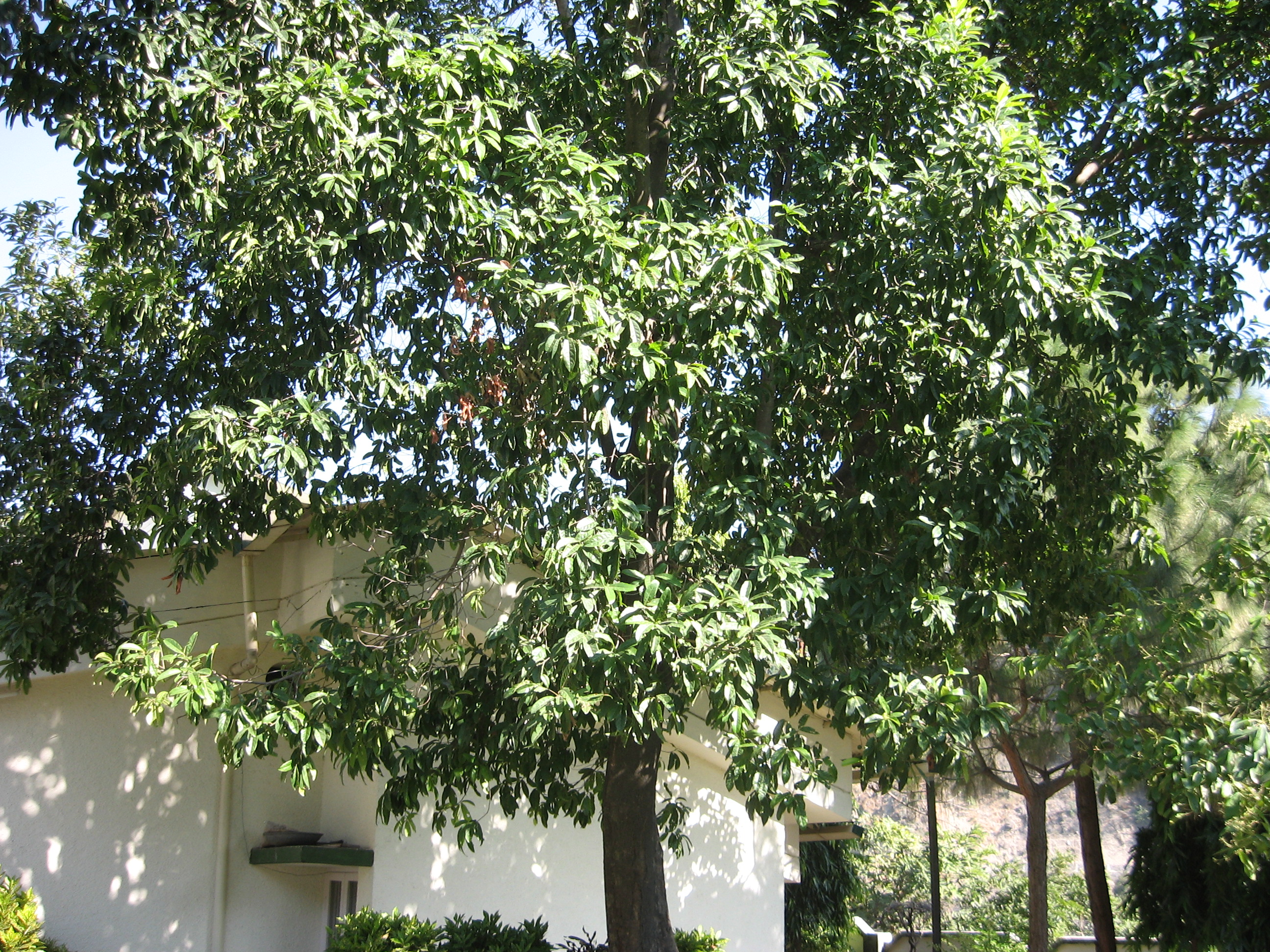
Árbol rudraksha (Elaeocarpus ganitrus).

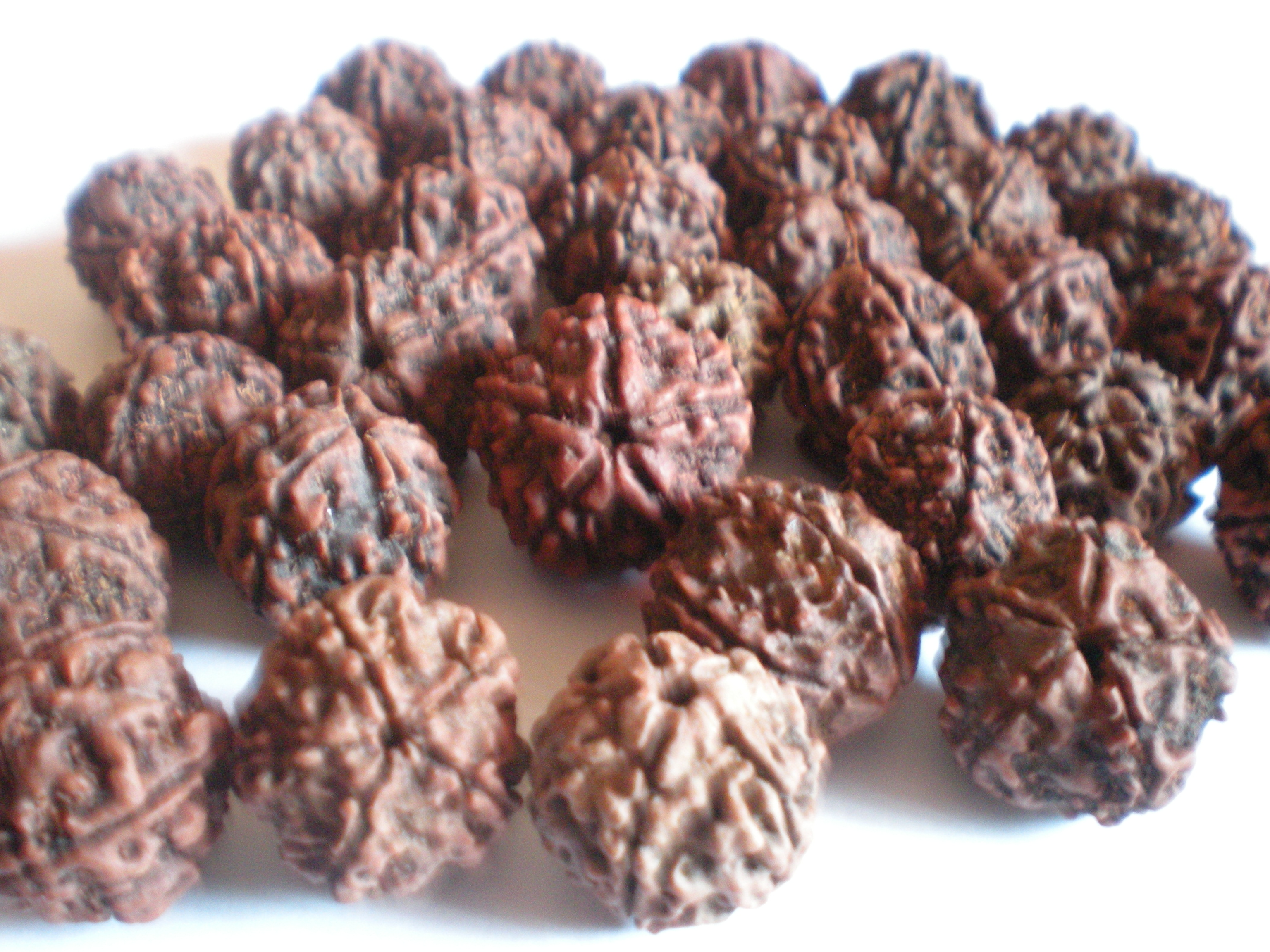
Semillas de rudraksha de cinco facetas.

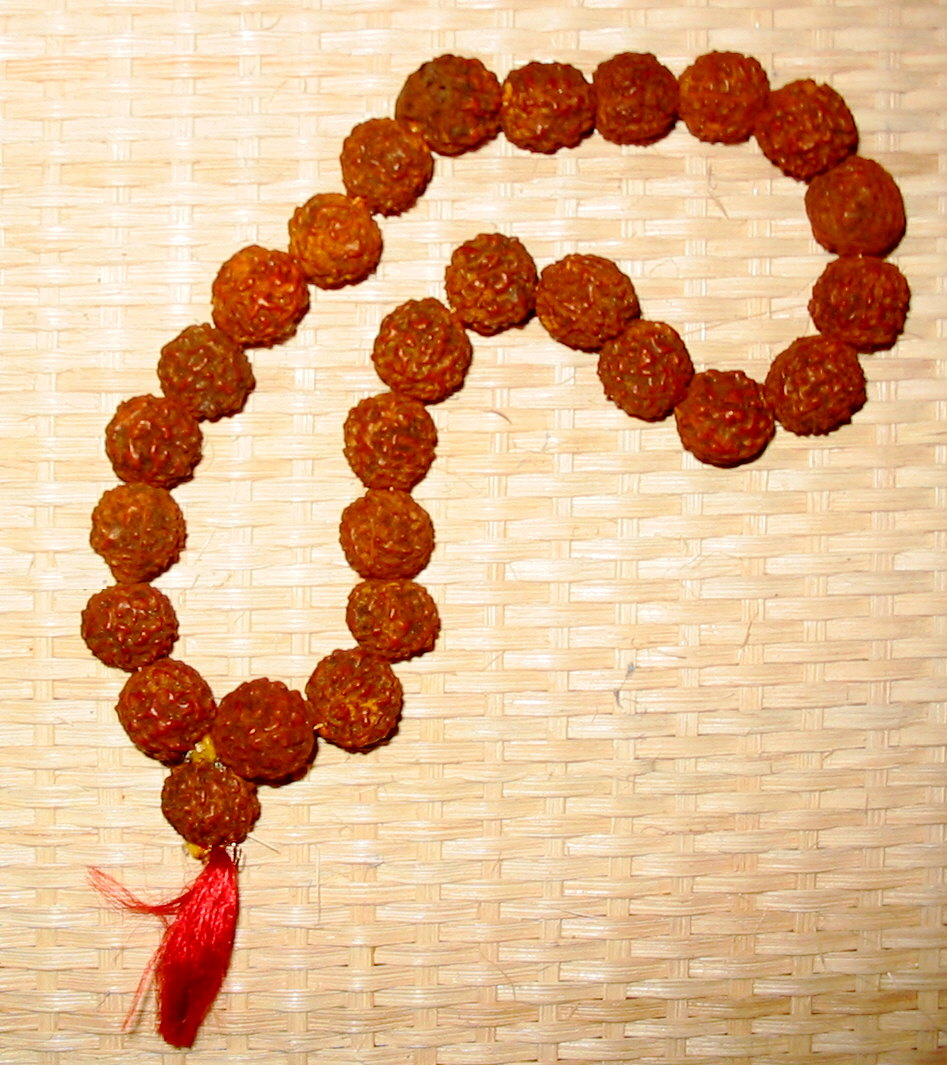
Yapa mala (‘rosario de rezo’) fabricada con 27 semillas de rudraksha (26 comunes y una bindu sobresaliente).

Rudraksha es una planta cuyas semillas se utilizan tradicionalmente como cuentas para orar en el hinduismo y el budismo.

## Descripción
La semilla es producida por varias especies de árboles perennes de grandes hojas del género Elaeocarpus, siendo Elaeocarpus ganitrus la principal especie utilizada para fabricar joyería orgánica y yapa malas.

## Nombre sánscrito
- rudrākṣa, en el sistema AITS (alfabeto internacional para la transliteración del sánscrito).[2]
- रुद्राक्ष, en escritura devanagari del sánscrito.[2]
- Pronunciación:
  - [rudráksha] en sánscrito[2] o bien
  - [rudráksh] en varios idiomas modernos de la India (como el bengalí, el hindi, el marathi o el pali).
- Etimología: ‘ojos de [el dios] Rudra’, siendo[2]
  - rudra: antiguo nombre del dios Shiva (antes del siglo III a. C. el dios Shiva todavía no era mencionado, mientras que Rudra ya aparece mencionado en el Rig-veda (el texto más antiguo de la India, de mediados del II milenio a. C.);
  - akṣa: ojo.

## Leyenda
Cuenta la leyenda que el dios Shiva, mientras bailaba su danza tándava de contemplación y regocijo, viendo los sufrimientos y penurias de los seres humanos comenzó a llorar. Sus lágrimas, al entrar en contacto con la tierra, se transformaron en las semillas de rudraksha.

## Importancia
Por lo general las cuentas de rudraksha se enhebran formando una yapa mala (‘rosario’, o literalmente: ‘cuentas para rezar’).
Para enhebrar las semillas se les hace un agujero en el punto donde se unen al árbol de rudraksa.
Las cuentas de rudraksha se enhebran en un cordel de algodón o seda.
Si se utiliza un cordel es conveniente cambiarlo una o dos veces al año, ya que se desgasta con el uso.
Tradicionalmente, el rosario debe tener 108 cuentas. El número 108 es una cifra mística (cabalística). Además de las 108 cuentas debe haber una cuenta adicional, que se llama bindu (‘gota’). La yapa mala siempre debe tener una bindu.
Las semillas se distinguen entre sí en base al número de caras o facetas (mukhis, en sánscrito) que muestran, que pueden variar desde una sola a veintiuna. De acuerdo con el número de mukhis, varía el significado espiritual de las semillas.

## Reglas para usar Rudraksha
Todas estas reglas se basan en varias escrituras védicas como Shiva Purana, Padma Purana y Srimad Devi Bhagavatam o en las experiencias de personas que han estado usando Rudraksha durante muchos años. 

### Estas son las reglas para usar rudraksha
1. Retire Rudraksha mientras se baña en la ducha.
2. Retire Rudraksha mientras visita el funeral.
3. Retire Rudraksha mientras duerme.
4. No compartas tu Rudraksha con nadie.
5. Puedes usar Rudraksha mientras tomas bebidas no vegetales o alcohol.
6. Las mujeres y los niños pueden usar Rudraksha.
7. Puedes usar Rudraksha mientras vas al baño.
8. Limpia tu Rudraksha cada 6 a 8 meses.
9. Use Rudraksha sólo después de realizar la energización.